# Соколов, Олег Русланович
Оле́г Русла́нович Соколо́в (укр. Олег Русланович Соколов; род. 12 июля 1999, Балта, Одесская область) — украинский футболист, защитник клуба «Левый берег».

## Биография
Футболом начал заниматься в киевском «Динамо», затем выступал за училище олимпийского резерва по Симферополю. С 2014 года выступал за юношескую команду одесского «Черноморца». В июле 2016 года подписал профессиональный контракт с «моряками». Однако выступал только за юношескую и молодёжную команду одесситов. В декабре 2018 года покинул команду.
В начале 2019 года перешёл в «Александрию», где также выступал за юношескую и молодёжные команды. За первую команду «Александрии» дебютировал 25 сентября 2019 года в победном (1:0) выездном поединке 3-го квалификационного раунда Кубка Украины против вышгородского «Диназа». Олег вышел на поле в стартовом составе и отыграл весь матч.
В августе 2022 года, за неделю до начала чемпионата в Первой лиге, стал игроком тернопольской «Нивы».